# ولکسهایم
ولکسهایم (به فرانسوی: Wolxheim) یک کمون در فرانسه با جمعیت ۸۷۵ نفر است که در Canton of Molsheim واقع شده‌است.